# 拉恩比尔辛格波拉
拉恩比尔辛格波拉（Ranbir Singh Pora），是印度查谟-克什米尔邦查谟县的一个城镇。总人口13563（2001年）。

## 人口
该地2001年总人口13563人，其中男性7391人，女性6172人；0—6岁人口1556人，其中男859人，女697人；识字率70.43%，其中男性为76.59%，女性为63.06%。